# Pella Shipyard
Die Leningradskij Sudostroitelnyj Sawod Pella ist eine kleine Spezialwerft in Otradnoje, sie liegt an der Newa und ist besonders aktiv beim Bau von Schleppern.  

## Geschichte

### Gründung
Der Vorläufer der Werft wurde als technischer Betrieb vom Ministerium für Forstwirtschaft in der Nähe von Sankt Petersburg auf dem Gelände der Post um 1930 gegründet und reparierte und fabrizierte vorwiegend Fahrzeuge für die Landwirtschaft. Der im Zweiten Weltkrieg zerstörte Betrieb wurde als Leningrad Technischer Betrieb Nr. 4 wieder aufgebaut. 

### Schiffbau ab 1950
Ab 1950 begann die Ausweitung der Produktion für den Schiffbau. Am Ufer der Newa entstand dazu ein kleiner Werftbetrieb und es wurden Lotsenboote, Schnellboote und andere kleine Schiffe hergestellt. In den 1960er Jahren wurde die Produktion auf kleine Fischerei- und Forschungsschiffe erweitert. Diese wurden jetzt weitgehend aus GFK gefertigt.

### Privatisierung 1992
Die Privatisierung erfolgte 1992 unter dem Namen Pella und 1996 wurde der Betrieb in eine Aktiengesellschaft umgewandelt, die mit den dazugehörigen 9 Subunternehmen der Schiffbauzulieferindustrie auf dem Gelände von 19 Hektar den Schiffbau betreibt. Dadurch ergibt sich eine sehr hohe Fertigungstiefe und gut abgestimmte Zusammenarbeit. 

### Expansion
Anfang 2014 übernahm Pella Schiffswerft die in Insolvenz befindliche Hamburger Sietas-Werft. Das russische Unternehmen hatte ein Angebot über 5 Mio. € abgegeben.

## Produkte
Heute ist die Pella eine Werft für kleine Einheiten im Spezialschiffbau und den Marinesektor. Das bisherige Bauprogramm wurde beibehalten und erweitert auf Schiffe für die Küstenwache, Feuerlöschboote, geschlossene Rettungsboote und Rettungsinseln. Es ist eine wichtige Werft in dem Marktsegment der Schlepper mit Schwerpunkt auf Hafenschlepper und Schlepper für Schubschiffe, die auch exportiert werden. 
- Projekt 03160[3]
- Projekt 22800[4]